# 开梁高速公路
开梁高速公路是连接中国四川省达州市开江县和重庆市梁平区的高速公路，起于开江县桥亭村，接 恩广高速，经开江县甘棠镇、任市镇，梁平区新盛镇、龙门镇、明达镇、礼让镇、聚奎镇、屏锦镇、荫平镇，止于云龙镇，接 沪蓉高速，全长约75公里，总投资约81亿元，采用双向4车道高速公路标准建设，设计速度100公里/小时，路基宽度26米。其中四川段长约30公里，总投资约37亿元，由四川高速公路建设开发集团有限公司与四川交投建设工程股份有限公司共同投资建设；重庆段长约45公里，总投资约44亿元，由重庆高速公路集团有限公司、中铁建重庆投资集团有限公司等11家社会投资人和梁平区人民政府共同投资建设。2024年4月29日24时，重庆段建成通车；5月31日，全线建成通车。